# Royal Hibernian Academy

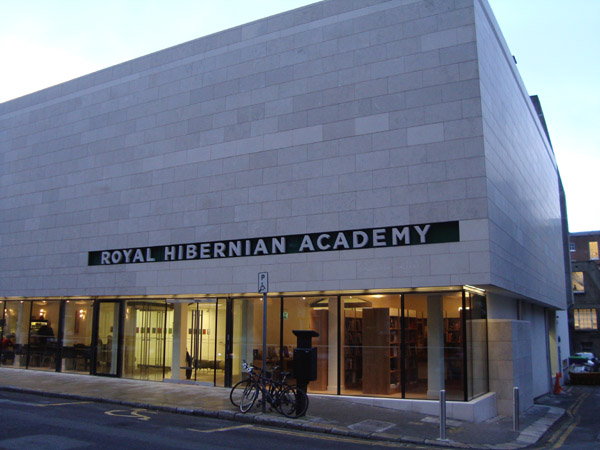
Edificio de la RHA en Dublín.

La Royal Hibernian Academy (Real Academia Irlandesa) es una institución dedicada al arte con sede en Dublín, Irlanda. Fue fundada en 1823, y al igual que muchas otras instituciones irlandesas, mantuvo el nombre de «Real» después de la independencia del país.
Fundada en 1823, para el final del siglo XIX la RHA era la institución irlandesa líder envuelta en promover las artes visuales. Sin embargo, en la mitad del siglo XX la RHA fue vista como reaccionaria, impidiendo el desarrollo del modernismo en Irlanda y la Exhibición Irlandesa de Arte Viviente fue fundada en 1943 para retar las políticas de exhibición de la RHA. Esto ha cambiado de nuevo, Louis le Brocquy uno de los fundadores de la Exhibición Irlandesa de Arte Viviente es ahora miembro del Consejo Honorario de la Academia y la propia misión de la RHA dice que está dedicada a desarrollar, afirmar y retar la apreciación y entendimiento del público de acercamientos tradicionales e innovativos a las artes visuales.
La Academia estaba originalmente ubicada en Academy House en Abbey Street en Dublín pero ésta fue destruida por un incendio en 1916 durante el Levantamiento de Pascua. En 1970 se construyó un nuevo edificio en Ely Place en Dublín, este edificio alberga cuatro galerías; aquí la Academia monta la exhibición anual, una exhibición de arte enviado que se ha organizado desde 1826. Adicionalmente, la Academia cura exhibiciones frecuentes y es frecuentemente responsable de grandes retrospectivas del trabajo de artistas irlandeses. La Academia tiene una gran colección de arte irlandés, pero no está en exhibición. 
La Academia está fundada por el Consejo de Artes/An Chomhairle Ealaíon, a través de los ingresos de la Exhibición Anual, y de Benefactores, Patronos y Amigos de la Academia.